# HK P7手槍
HK P7是德国黑克勒-科赫所生产的一种半自动手枪，该枪设计独特，采用了氣體延遲反沖原理和握把保险装置。

## 历史
1972年慕尼黑惨案发生后，西德警方决定采购一种新型的警用手枪以取代原先使用的7.65毫米手枪，他们要求这种手枪使用9毫米鲁格弹。这一标准后来被称为警用自动装填手枪（德語：Polizei Selbstlade Pistole，PSP），警方的标准里还要求这种新型手枪的重量不得超过1千克，尺寸不得超过180×130×34毫米。枪口动能不得低于500焦耳，使用寿命至少1万发。还要求这种手枪在安全可靠的同时能够快速开火。
黑克勒-科赫在1971年所开发的HK4型手枪基础之上，重新设计了一种将握把保险装置移动到前部的手枪，并将其命名为PSP手枪参与竞争。总共有三种手枪获选，各地警方可以根据自己的实际需要在这三种手枪中任选一种装备。它们是瓦爾特P5，西格绍尔公司的P225（警方编号P6）以及HK的PSP。最初的239只手枪采用的是PSP这个名称，编号250以上的手枪则将标号改为了P7。1979年之后，P7手枪开始进行批量生产。除警察外，反恐特警队GSG 9和德國聯邦國防軍陸軍的特种部队也采购了P7手枪。希腊的制造商按照P7M8的图纸生产了EP7型手枪，这也是希腊警方的制式手枪。墨西哥的制造商在获得了黑克勒-科赫的许可证后也在当地自行生成P7手枪。 

## 设计

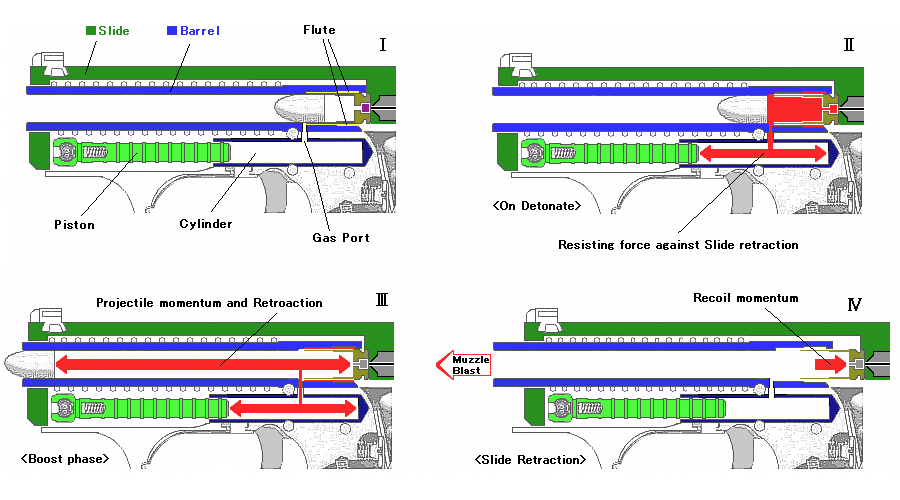
气体延迟式后座的原理图，在过程3中，正是燃气的压力抑制了套筒的后座

P7手枪是一种以气体延迟后座原理工作的半自动手枪。气体延迟后座仍然属于反沖作用，手枪射击时枪管和枪机都处于自由活动状态。弹头被发射出去后，枪机与套筒在后坐力的作用下后退。发射药的高压燃气通过一个小孔进入枪管下方的小腔室后发生膨胀，腔室一头通过一个活塞同套筒壁相连，另一头则连着手枪的其他部位。这样，在燃气的压力作用下，套筒后退的力量就被减缓了。当子弹飞出枪口后，枪管和腔室内的气体外泄，压力下降，套筒的后座恢复正常。这一设计带来的主要好处是延迟了后坐力，增加了手枪射击时的精准度，但缺点是增加了成本，同时要求子弹的装药量不得低于标准值，否则会导致手枪无法完成后座，造成卡弹等后果。
P7的另一项特殊设计是它的握把保险。P7没有单独的保险杆，也没有外露的击锤。握把保险位于扳机护圈的下方，使用时以中指、无名指的力量将其按下。之后保险带动保险锁向上抬起，击针被释放。如果继续按压握把保险，P7的两段式击针后继续后退至后半段露出手枪。当按下握把保险后，手枪尾部的待击指示器（击针后半段）会向外突出并发出一声轻响，表示此时可以击发，除此以外的状态都是安全模式。无论是先按扳机再按保险，还是先按保险再扣动扳机，或是两者同时进行，都可以完成发射工作。保险握把的开启压力为70牛顿，但是将其按下后，只要20牛顿的力量便可以将其维持在待击状态。
P7的枪身采用回火钢制成，弹匣等零件由锻压工艺制造，枪管则采用冷锻工艺。枪管内是独特的六角形膛线，缠距为250毫米。该枪还拥有空仓挂机功能，打完最后一发子弹后枪机套筒会停留在后方等待子弹上膛。握把保险也兼具空仓挂机解锁装置的功能，无论有没有装填子弹，按下保险后套筒便会复原。这把枪左右对称，可以供双手使用。

## 型号
1981年诞生了P7的第一种改进型号P7M8，它主要的特点是增加了弹匣释放按钮，还在扳机护圈的上方加装了聚合物防热层，防止射手被枪管的高温烫伤， 这些改动使其更适合美国的风格，这种手枪后来装备了新泽西州警察。
1982年，HK在P7M8的基础上推出了P7M13，它使用的是双排的13发弹匣。
1982年至1983年期间，HK生产过一种数量很稀少的P7PT8，总产量不到200把。这种型号因其所使用的PT（Plastic Trainingbullets）训练用塑胶弹而得名，因为弹种不同而取消了气体缓冲装置。结构上的设计使其不能发射实弹，枪口还标有蓝色圆点以供使用者分别。
1984年，P7K3问世。这种枪因可以更换为三种不同的口径而得名（德語：Kalibers 3，口径）。它主要面向美国的民用市场，因为不同子弹膛压不同，所以取消了气体缓冲系统。基本型号发射的是.380 ACP子弹，更换枪管和弹匣后可发射.380 ACP。如果想使用.22 LR还要更换套筒。
1991年，使用大口径.40 S&W的P7M10面世。HK还曾设计过一种采用液压驻退缓冲装置和大威力.45 ACP子弹的P7M7，不过它仅仅是停留在原型阶段。

## 使用國
- ；P7M8系列
- 刚果民主共和国：P7M13系列[11]
- 法國
  - 國家憲兵干預組
- 德国
  - 德國聯邦警察[12]
  - 德國聯邦國防軍特種部隊單位
- 希腊：P7M8[12]以及自行生产的EP7[13]
- 印度尼西亞：P7M8、P7M13
  - 印尼海軍死亡之海分隊（英语：Denjaka）
- ：P7M13系列[14]
  - 特警單位
- 盧森堡：P7M13[15][16]
  - 大公國警察（英语：Grand Ducal Police）警察特別單位（英语：Unite d'Intervention de la Police）
- 澳門
- 墨西哥：当地自行生产的P7M13S[4][5]
- 挪威：P7M8系列[11]
- 巴基斯坦
  - 巴基斯坦武裝部隊[17]
- 沙烏地阿拉伯[18]
- 新加坡：P7M8系列[11]
- 西班牙
  - 西班牙國民警衛隊（P7M8）
  - 特警單位（P7M13）
- 阿联酋：P7M13系列[11]
- 英国
  - 英國陸軍特種空勤團
- 美国
  - 多个警察部门[19]
  - 聯邦調查局
  - 美國陸軍三角洲部隊
- 乌拉圭：P7M8系列[11]